# Pauline Baynes
Pauline Baynes, född 9 september 1922 i Hove, East Sussex,  död 1 augusti 2008 i Dockenfield, Surrey,  var en brittisk bokillustratör. 
Baynes illustrerade över 100 böcker, bland annat Narnia-böckerna av C.S. Lewis och Sagan om ringen av J.R.R. Tolkien.